# Generaldiözese Grubenhagen und auf dem Harz
Die Generaldiözese Grubenhagen und auf dem Harz war ein kirchlicher Aufsichtsbezirk im Bereich der heutigen Evangelisch-lutherischen Landeskirche Hannovers.

## Geschichte
Das Fürstentum Grubenhagen entstand im 13. Jahrhundert im Zuge der Aufteilung der braunschweigischen Stammlande. Zur Zeit der Reformation wurde es von Philipp I. regiert, der sich früh der neuen Lehre zuwandte und 1526 das Torgauer Bündnis unterschrieb. Ab 1534 bekannte er sich offen zu lutherischen Lehre. Vier Jahre später erließ er eine Kirchenordnung für seinen Herrschaftsbereich und trat dem Schmalkaldischen Bund bei. 1544 erließ Philipp eine ergänzende Ordnung, die im Gegensatz zu der eher allgemein gehaltenen von 1538 auch konkrete Bestimmungen  über die Anstellung, Besoldung, Amtsführung und Beaufsichtigung der Geistlichen, Vollzug der Kasualien, Errichtung von Schulen, Formen des Gemeindelebens usw. enthielt.
Herzog Wolfgang erließ 1581 nach einer gründlichen Kirchenvisitation eine neue ausführliche Kirchenordnung mit Agende. Eine eigene Anweisung zur Amtsführung der Pfarrer und Küster erließ sein Bruder Philipp II. für den von ihm regierten Landesteil Katlenburg.
Das Jahr der Gründung der Generalsuperintendentur ist unbekannt. Die Hofprediger in Herzberg und Katlenburg nahmen zwar eine herausgehobene Stellung ein und führten den Superintendententitel. Die Ernennung eines Generalsuperintendenten ist aber nicht belegt. Der erste Generalsuperintendent wird erst mit dem Aussterben des Fürstenhauses und dem Übergang des Fürstentums Grubenhagen an das Haus Braunschweig-Wolfenbüttel erwähnt. Von 1648 bis 1658, 1708 bis 1725 und 1735 bis 1878 war die Generalsuperintendentur mit der ersten Pfarrstelle an der Marktkirche in Clausthal verbunden. 1726 bis 1735 war ihr Sitz in Osterode am Harz.
1880 wurde die Generalsuperintendentur mit der des Fürstentums Göttingen verbunden. Die Generaldiözese Göttingen ging 1903 in der neugegründeten Generaldiözese Hildesheim auf.

## Generalsuperintendenten
- 1598–1624: Konrad Steinmann
- 1624–1626: Johann Kleinschmidt
- 1628–1642: Sigismund Berg
- 1643–1658: Franz Daniel Berg
- 1659–1660: Johannes Liesegang
- 1661–1671: Henning Benthem
- 1671–1675: Christian Ludwig Henneberg
- 1677–1704: Christian Friedrich Knorr
- 1704–1707: Martin Chilian Stisser
- 1708–1709: Justus Philipp Meyenberg
- 1710–1725: Caspar Calvör
- 1726: Erich Melchior Lunde
- 1727–1735: Johann Justus Berkelmann
- 1735–1743: Johann Matthias Meyenberg
- 1744–1758: Nikolaus Eggers
- 1759–1762: Christoph Heinrich Chappuzeau
- 1762–1768: Anton Paul Ludwig Carstens
- 1770–1775: Johann Christoph Friederici
- 1776–1792: Georg Christoph Dahme
- 1792–1795: Johann Friedrich Mithoff
- 1796–1807: Julius Christian Luther
- 1808–1823: Julius Friedrich August Harding
- 1824–1837: Johann Gregor Grotefend
- 1838–1849: Johann Ernst Wilhelm Gericke
- 1849–1854: Rudolf Steinmetz
- 1855–1878: Wilhelm Christian Friedrich Fraatz